# Fiebre del oro de California

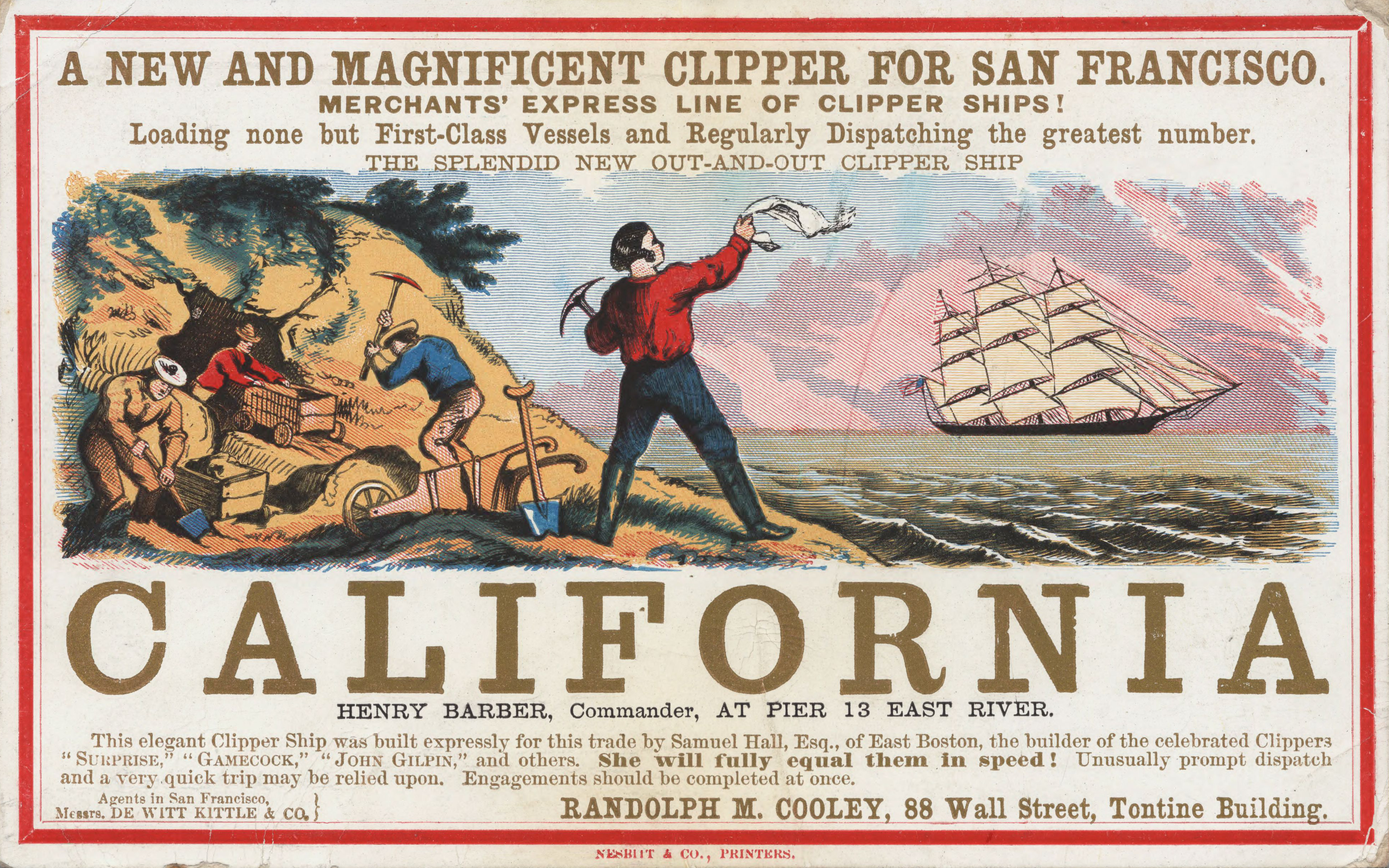
«Un nuevo y magnífico clíper para San Francisco». Publicidad de viajes a California publicada en Nueva York en la década de 1850.

La fiebre del oro de California (en inglés: California gold rush) fue un fenómeno social ocurrido en Estados Unidos entre 1848 y 1855, caracterizado por la gran cantidad de inmigrantes que llegaron a las cercanías de San Francisco (California) en busca de dicho metal. Este fenómeno comenzó cuando se descubrió oro en Sutter's Mill, cerca del pueblo de Coloma. Cuando la noticia del descubrimiento se esparció, alrededor de trescientas mil personas emigraron a California desde el resto de los Estados Unidos y de otros países.
Los primeros buscadores de oro, llamados forty-niners (los del 49; por haber llegado a California en 1849), viajaron a California por barco a través de la ruta de cabo de Hornos o en caravanas atravesando el continente, enfrentando un viaje muy duro la mayoría de las veces. Gran parte de los inmigrantes eran estadounidenses, pero la fiebre del oro también atrajo decenas de miles de personas desde América Latina, Europa, Australia y Asia. Al principio, los buscadores de oro recogían el oro en los arroyos y lechos de los ríos usando técnicas simples como el cribado, pero más tarde desarrollaron métodos más sofisticados para la extracción del oro que fueron adoptados en todo el mundo. Algunos de estos buscadores de fortuna se hicieron millonarios, pero la mayoría se quedó con poco más de los bienes que tenía cuando la fiebre comenzó.
Los efectos de esta migración repentina fueron espectaculares. Antes de la fiebre del oro, San Francisco era una aldea diminuta, y con la fiebre la aldea llegó a ser una ciudad. Se construyeron escuelas, caminos e iglesias, y se fundaron otros pueblos. Se creó un sistema legal y de gobierno, lo cual llevó a la admisión de California como estado de la Unión en 1850. Los nuevos medios de transporte, como el barco de vapor, entraron en servicio en el estado, y se tendieron líneas de ferrocarril. También se inició el negocio de la agricultura, el segundo rubro de mayor crecimiento en California.
La fiebre del oro también tuvo otros efectos: los nativos de la región fueron atacados y expulsados de sus tierras tradicionales. Importante fue también el impacto ambiental que la minería produjo.

## Inicios y generalidades

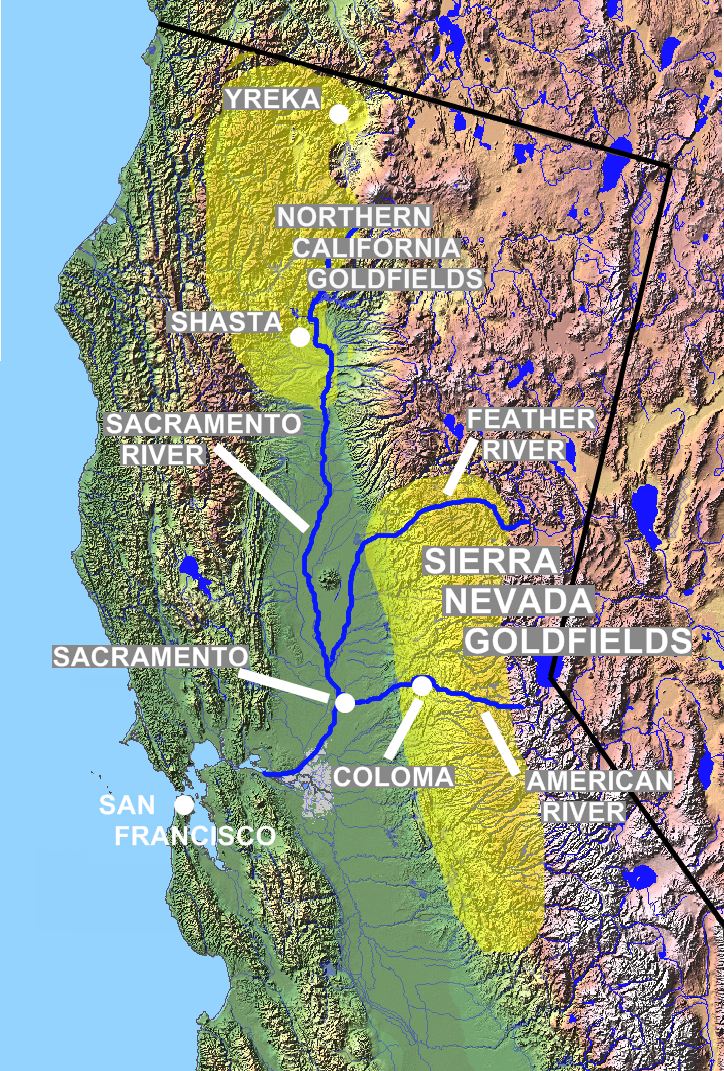
El Gold Country en la Sierra Nevada, en California, y en el norte del estado.

El 24 de enero de 1848, en Sutter's Mill, el rancho del general John Sutter, en Coloma, en las cercanías del río Americano, el capataz James Marshall y sus hombres construían un molino de harina cuando encontraron pepitas de oro. Al saber del descubrimiento, Sutter quiso mantener la noticia en secreto, pues temía que sus planes de crear un imperio agrícola se vinieran abajo si había una inmigración en masa en busca del oro. Sin embargo, los rumores se esparcieron rápidamente, y el 15 de marzo siguiente el periódico The Californian publicó la noticia. El periodista que la firmaba, Samuel Brannan, inmediatamente puso una tienda de suministros para los cazafortunas que llegarían. Brannan corrió por las calles de San Francisco, con un frasco lleno de oro y gritando «¡....oro, oro! ¡Oro en el río Americano!».
El 19 de agosto de 1848, el diario New York Herald fue el primer periódico en la Costa Este que anunció que se había descubierto oro en California. El 5 de diciembre de ese año, el presidente James Polk confirmó el descubrimiento en un discurso ante el Congreso de los Estados Unidos.
Muy pronto, la «Tierra dorada de California» se vio invadida por oleadas de inmigrantes de todo el mundo, llamados posteriormente forty-niners, los del 49, por haber llegado en ese año. Tal y como Sutter temió, se encontró pronto en la ruina, pues sus trabajadores lo dejaron en pos del oro mientras sus tierras eran invadidas por ocupantes ilegales que robaron sus cosechas y ganado.
Antes de la fiebre, San Francisco era un asentamiento diminuto. Cuando los residentes supieron del descubrimiento, se dieron prisa en dedicarse a la búsqueda de oro y San Francisco se convirtió en un pueblo fantasma, aunque luego resurgió con nuevos bríos. Su población creció vertiginosamente, pasando de menos de mil habitantes en 1848, a 25 000 dos años después. Como otras poblaciones similares, la infraestructura de San Francisco y de otros pueblos aledaños pronto se vio saturada por la repentina afluencia de gente. Los recién llegados tuvieron que alojarse en tiendas, precarias cabañas, o cobertizos recogidos de barcos abandonados.

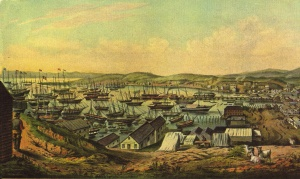
Bahía de San Francisco, en abril de 1850.

En la que fue llamada la «primera fiebre del oro de clase mundial», no había un modo fácil de llegar a California. Los forty-niners se enfrentaron a condiciones muy adversas, que en ocasiones los llevaron a la muerte. Al principio, los llamados «argonautas», viajaron en barco. Un viaje marítimo desde la Costa Este de los Estados Unidos llevaba de cinco a ocho meses, pues era necesario recorrer 33 000 kilómetros para rodear por el sur al continente americano. Una ruta alternativa consistía en atravesar el istmo de Panamá con mulas y canoas, lo cual llevaba una semana, y, una vez en el océano Pacífico, embarcarse en una nave que se dirigiera hacia San Francisco. Una tercera ruta, que era más barata y llevaba menos tiempo de recorrido, era abordar un barco en Nueva York, o cualquier otro puerto de Estados Unidos, rumbo a Veracruz o Tampico, en México, viajar por tierra hasta Guadalajara, Tepic o San Blas; y de ahí cabalgar hasta Mazatlán. Ahí los futuros gambusinos abordaban barcos que al cabo de cuatro a cinco semanas los llevaban hasta San Francisco. Al final, la mayoría de los viajeros acabaron tomando la ruta terrestre que atravesaba los Estados Unidos; en particular por la ruta de California, puesto que, más al sur, los territorios de Arizona y Nuevo México, incluido el río Gila, eran un obstáculo casi imposible de franquear. Cada una de estas diferentes rutas tenía sus propios riesgos mortales, desde naufragios hasta fiebres tifoideas, pasando por el cólera.

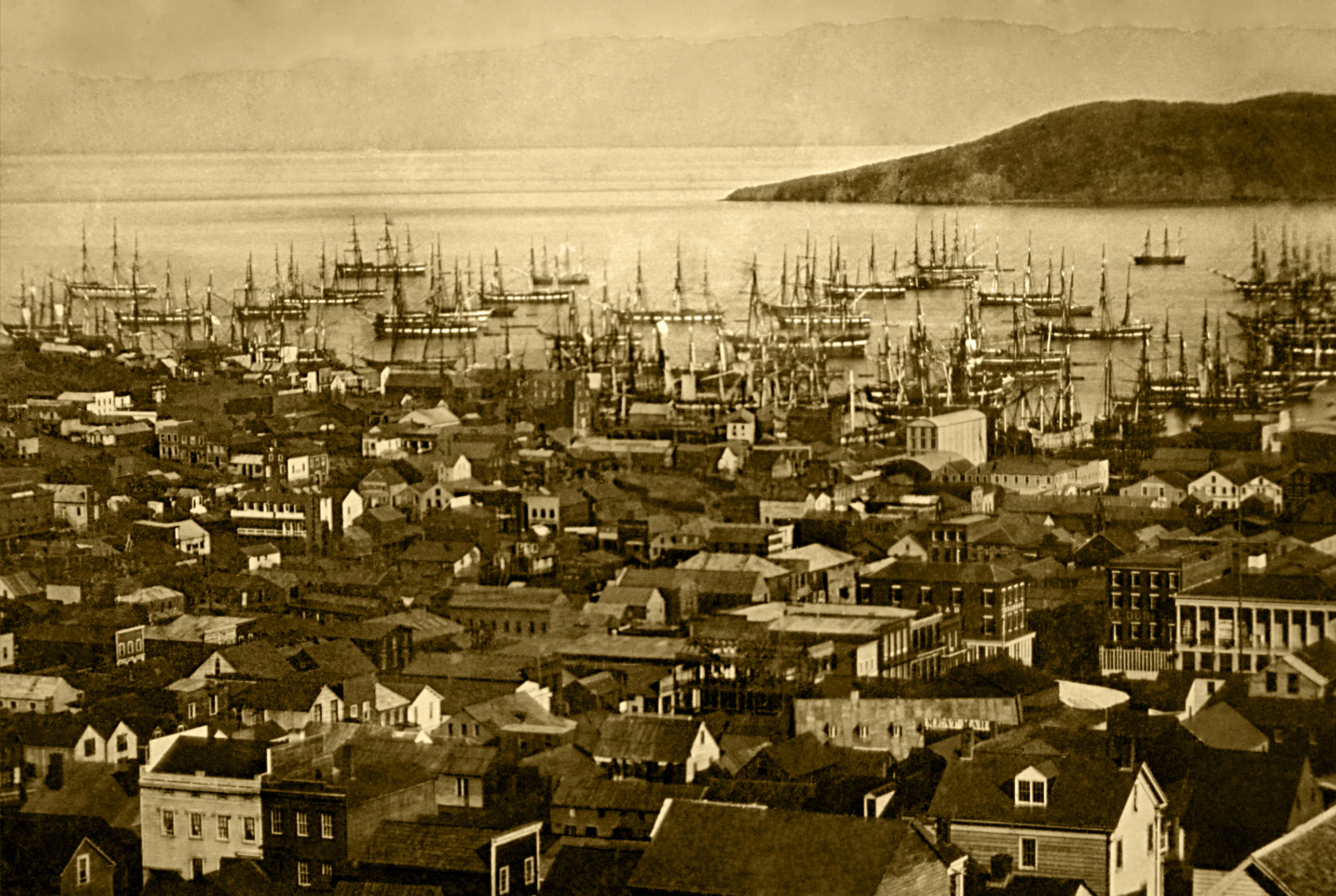
La ciudad de San Francisco y su puerto en una fotografía de 1851.

Para satisfacer las necesidades de los recién llegados, barcos cargados con mercancías de todo el mundo llegaron en masa a la bahía de San Francisco. Llegó a haber barcos cargados de harina y trigo de Chile, porcelana y seda de China, y cerveza de Escocia.
Los capitanes de las embarcaciones tenían problemas con sus tripulaciones, pues al llegar a San Francisco, los marineros desertaban para ir a los campos de oro. Esto transformó a los muelles del puerto en junglas de mástiles, por los cientos de barcos abandonados. Personas emprendedoras tomaron algunos de estos barcos abandonados, transformándolos en bodegas, tiendas, tabernas y hoteles. Hubo uno que fue transformado en cárcel. Muchos de estos barcos fueron posteriormente destruidos y utilizados como relleno para agrandar el área edificable en el boyante pueblo.
En pocos años, se desarrolló una importante, aunque poco conocida, comunidad de gambusinos hacia el norte de California, llegando hasta los condados de Siskiyou, Shasta y Trinity. Cuando se descubrieron pepitas de oro en Yreka en 1851, miles de buscadores de oro viajaron hacia el norte, por la ruta llamada Siskiyou Trail, a través de los condados norteños de California.
Varios asentamientos aparecieron y desaparecieron rápidamente, como Portuguese Flat. En otro de ellos, el pueblo de Weaverville, aún funciona el templo taoísta más antiguo en California, legado de los inmigrantes chinos. No quedan muchos pueblos fantasma de la época, pero el pueblo de Shasta está bien conservado, e integra la lista de Parques Históricos del Estado de California.

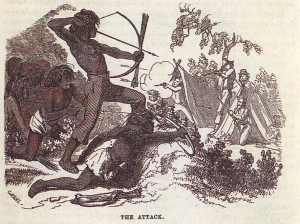
Combate entre mineros y amerindios.

También se descubrió oro en el sur de California, pero en una escala mucho menor. El primer descubrimiento fue en las montañas al norte de Los Ángeles, en 1842, cuando California era parte de México. Sin embargo, estos yacimientos no atrajeron mucha atención, y económicamente tuvieron consecuencias limitadas.
La mayor parte del oro fácil de recoger ya había sido obtenida para 1850, por lo que la atención se desvió hacia la extracción del mineral en localidades más problemáticas. Los estadounidenses comenzaron a rechazar a los extranjeros, para quedarse con el poco oro que aún era fácilmente obtenible. La legislatura del estado aprobó un impuesto especial para los mineros extranjeros, de veinte dólares al mes. Además, los mineros estadounidenses comenzaron a organizarse para atacar a los extranjeros, especialmente latinoamericanos y chinos.
Adicionalmente, las multitudes de inmigrantes estaban obligando a los aborígenes a salir de sus áreas tradicionales de caza y pesca. Para proteger sus hogares y su forma de vida, los indígenas comenzaron a atacar a los mineros, lo que originó una serie de contraataques. La inferioridad en el armamento de los aborígenes provocó que fueran masacrados. Aquellos indios que escaparon a las masacres encontraron la muerte al no tener acceso a caza, pesca o recolección. El novelista y poeta Joaquin Miller refleja uno de estos ataques en su trabajo semiautobiográfico La vida con los modocs.

## LosForty-Niners

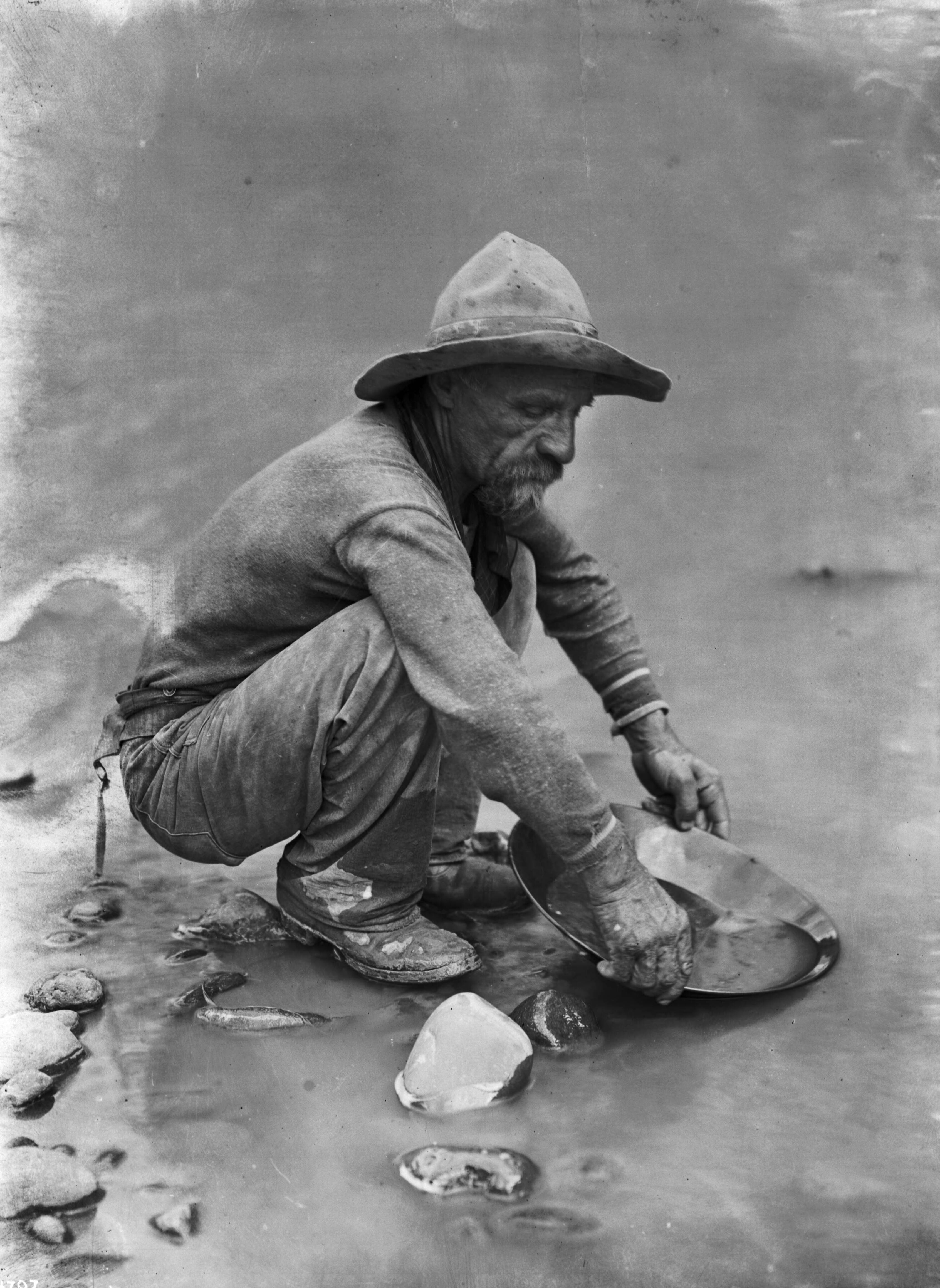
Gambusino cribando en el río Mokelumne, California.

Los primeros que acudieron a buscar oro, ya desde la primavera de 1848, fueron los propios residentes de California: europeos, estadounidenses, «californios» y amerindios. Al principio, las noticias sobre la fiebre del oro se difundieron lentamente. Los primeros buscadores de oro que llegaron en 1848 vivían cerca de California o se habían enterado de las noticias gracias a los barcos que estaban en las rutas más rápidas que salían de California. Varios miles de ciudadanos de Oregón formaban el primer grupo de estadounidenses que llegó a California, a través de la ruta de Siskiyou. A continuación, llegó gente de las islas Hawái, y miles de latinoamericanos, entre los cuales había inmigrantes de Chile, México y Perú, tanto por tierra como por mar. Para finales de 1848, más de 6000 argonautas habían llegado a California. Solo unos pocos de ellos habían llegado por tierra. Algunos de estos forty-eighters pudieron recoger grandes cantidades de oro de forma muy rápida, a veces miles de dólares en el mismo día
Hasta los gambusinos ordinarios conseguían obtener en oro de diez a quince veces el salario diario que obtendría un obrero en la Costa Este. Una persona podía trabajar durante seis meses en los campos de oro, y obtener el equivalente de seis años de salario.
Para el inicio de 1849, la noticia de la fiebre del oro ya se había esparcido por todo el mundo, y una cantidad abrumadora de buscadores de oro y mercaderes comenzó a llegar desde, habitualmente, todos los continentes. El mayor grupo, en 1849, era de decenas de miles de estadounidenses, quienes llegaron por tierra y en algunos navíos. Los australianos. y neozelandeses se enteraron gracias a los barcos que llevaban periódicos hawaianos, y se embarcaron por miles hacia California Hubo forty-niners que llegaron desde América Latina, especialmente de las regiones mineras de Sonora, y Sinaloa, en México. Los buscadores de oro procedentes de Asia, especialmente de China comenzaron a llegar en 1849, al principio en pequeño número. En chino, California era llamada «Montaña de oro». Los primeros inmigrantes provenientes de Europa, comenzaron a llegar hasta fines de 1849, principalmente desde Francia, acompañados de algunos alemanes, británicos e italianos.
Se calcula que en 1849 llegaron a California alrededor de 90 000 personas, aproximadamente la mitad de ellas por mar, y la otra mitad por tierra. Esta cifra incluye aproximadamente entre treinta y cuarenta mil extranjeros. Para 1855, los buscadores de oro, comerciantes y otros inmigrantes sumaban aproximadamente 300 000 personas. El mayor grupo de inmigrantes seguía siendo estadounidense, pero había miles de chinos, franceses, mexicanos y otros latinoamericanos, seguidos de pequeños grupos de españoles y filipinos. También había unos cuantos mineros de origen africano, tal vez menos de cuatro mil, que llegaron desde el Caribe, Brasil y el sur de los Estados Unidos.

## Derechos legales
Cuando comenzó la fiebre del oro, California era, en la práctica, un lugar sin ley. El día del descubrimiento en Sutter's Mill, California técnicamente era aún parte de México, aunque bajo ocupación militar estadounidense, como resultado de la guerra México-Estados Unidos de 1846. El Tratado de Guadalupe Hidalgo, con que finalizó la guerra el 2 de febrero de 1848, había transferido el dominio de California a los Estados Unidos. California no era un territorio formalmente organizado, y su incorporación a los Estados Unidos no fue inmediata. Temporalmente, California fue un territorio bajo control militar, sin que hubiera poderes legislativo, ejecutivo o judicial para la región. Los residentes actuaban sujetos a una confusa mezcla de reglas mexicanas y estadounidenses, y su juicio personal.

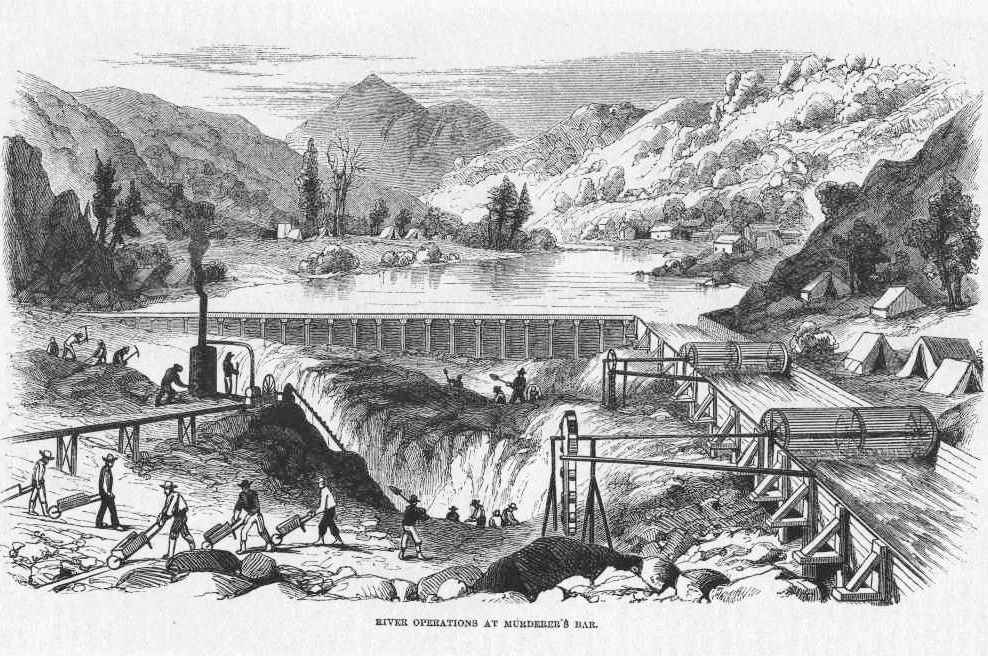
Los mineros excavan el lecho de un río, tras haber desviado la corriente hacia un canal preparado para ello.

El Tratado obligaba a los Estados Unidos a respetar las concesiones territoriales que habían sido hechas por el gobierno mexicano, pero las zonas mineras se encontraban lejos de dichas concesiones, por lo que la fiebre del oro no se vio afectada por los términos del tratado. Los campos de explotación eran técnicamente propiedad del gobierno de los Estados Unidos, pero en la práctica eran terrenos sin una legislación definida, y sin mecanismos para hacer valer cualquier ley sobre ellos.
Para los forty-niners, esto fue una ventaja, porque el oro estaba «libre para ser tomado». No había propiedad privada, ni impuestos que pagar por el mismo. Los forty-niners elaboraron sus propios códigos, y sus propias formas de ponerlos en vigor. Se sobreentendía que cualquier gambusino podía «reclamar» tierras, pero esa reclamación solo tendría efecto en tanto que esas tierras fueran efectivamente explotadas. Los mineros solían reclamar las tierras, y comenzaban a explotarlas solo lo suficiente para determinar su potencial. Si la tierra se consideraba de bajo valor, como ocurrió en la mayoría de los casos, los mineros la abandonaban y proseguían la búsqueda de su fortuna. Otros mineros entonces podían llegar a reclamar para sí la tierra que ya había sido trabajada y abandonada. Esta práctica se conocía como claim-jumping. Las disputas eran manejadas personalmente y a veces de forma violenta; en muchas de ellas los propios gambusinos se asociaban para actuar como árbitros.

## Desarrollo de técnicas para la extracción de oro
La alta concentración de oro en la arena de California, ayudó a que inicialmente se necesitara una simple operación manual de muestreo y cribado en los ríos y corrientes de agua. Sin embargo, no es posible hacer esta operación en gran escala, por lo que los mineros comenzaron a diseñar máquinas que les auxiliaran a procesar grandes volúmenes de grava.

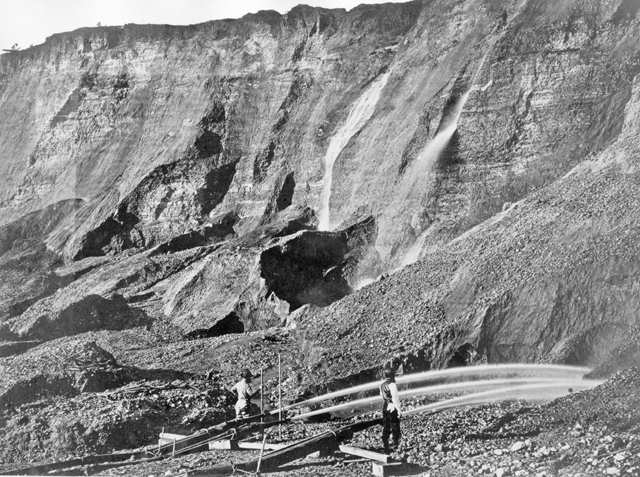
Mineros explotando un yacimiento aurífero con chorro de agua en Dutch Flat, California (c. 1857-1870).

En las operaciones más complejas, los mineros desviaban ríos enteros hacia canales construidos a lo largo del río, para después excavar en el lecho del río, ahora expuesto. Los cálculos de la Inspección Geológica de Estados Unidos estiman que fueron extraídas 12 millones de onzas de oro, equivalentes a 370 toneladas, durante los primeros cinco años de la fiebre del oro. Esta cantidad de metal equivalía a 7200 millones de dólares, a precios de noviembre de 2006.
En la etapa siguiente, hacia 1853, tuvieron lugar las primeras operaciones de minería hidráulica. Esta técnica se utilizó en lechos de grava que yacían en las colinas de los campos de oro dirigiendo una corriente de agua de alta presión hacia los yacimientos de oro, soltando la grava que es recuperada en canales, donde el oro se sedimenta. Se estima que para mediados de la década de 1880, esta técnica sirvió para recuperar once millones de onzas de oro, equivalentes a 6600 millones de dólares, a precios de noviembre de 2006. Un subproducto indeseado de esta técnica, era las grandes cantidades de grava suelta, metales y otros contaminantes, que fueron depositadas en los ríos. Algunas áreas aún presentan las cicatrices dejadas por la minería hidráulica, ya que la vida vegetal no se desarrolla en los depósitos de grava y de tierra expuesta.

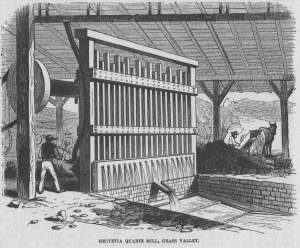
En el molino de cuarzo en Grass Valley, se trituraba la piedra de cuarzo antes del lavado del oro.

Después de que la avalancha de inmigrantes por la fiebre del oro cesara, las operaciones para la recuperación del metal continuaron. En la etapa final, para recuperar el oro suelto se le buscaba en los lechos de los ríos y en los estuarios del Valle Central y otras áreas, como Scott Valley, en Siskiyou. A finales del siglo XIX, la tecnología del dragado era bastante económica, y se comenzó a usar para la explotación minera en California, resultando en la extracción de más de 20 millones de onzas, equivalentes a 12 000 millones de dólares.
Durante la fiebre del oro y en las décadas que la siguieron, los buscadores de oro también se dedicaron a la minería tradicional, extrayendo el oro directamente de la roca que lo contenía, típicamente cuarzo. Operaban normalmente excavando y dinamitando la roca, para seguir las vetas de cuarzo y recuperarlas. Una vez que estas rocas eran transportadas a la superficie, eran trituradas, y el oro se separaba usando agua corriente, o con ayuda de arsénico o mercurio. A la postre, la minería tradicional terminó por ser la única actividad de extracción de oro en la región.

## Ganancias
Unas de las creencias populares es que los comerciantes sacaron más ganancias de la fiebre del oro que los propios buscadores de oro. Sin embargo, la realidad es más compleja. Efectivamente, las ganancias de algunos comerciantes fueron notables. El hombre más rico en California durante los primeros años de la fiebre del oro fue Samuel Brannan, el anunciador del descubrimiento en Sutter's Mill. Brannan abrió las primeras tiendas en Sacramento, Coloma y otros lugares cercanos a los campos de oro. Al comienzo de la fiebre del oro, Brannan compró todos los suministros de minería disponibles en San Francisco y los revendió con considerables ganancias. Pero los buscadores de oro también obtuvieron importantes beneficios. Por ejemplo, un grupo pequeño de gambusinos que trabajaba en el río de las Plumas en 1848 en unos cuantos meses consiguió más de millón y medio de dólares en oro.
Como promedio, los buscadores de oro tuvieron modestas ganancias, una vez deducidos los gastos. Los que llegaron más tarde ganaron muy poco, o incluso llegaron a perder dinero. De manera similar, muchos comerciantes desafortunados se habían establecido en asentamientos que desaparecieron o fueron víctimas de alguno de los muchos incendios que arrasaban los pueblos.

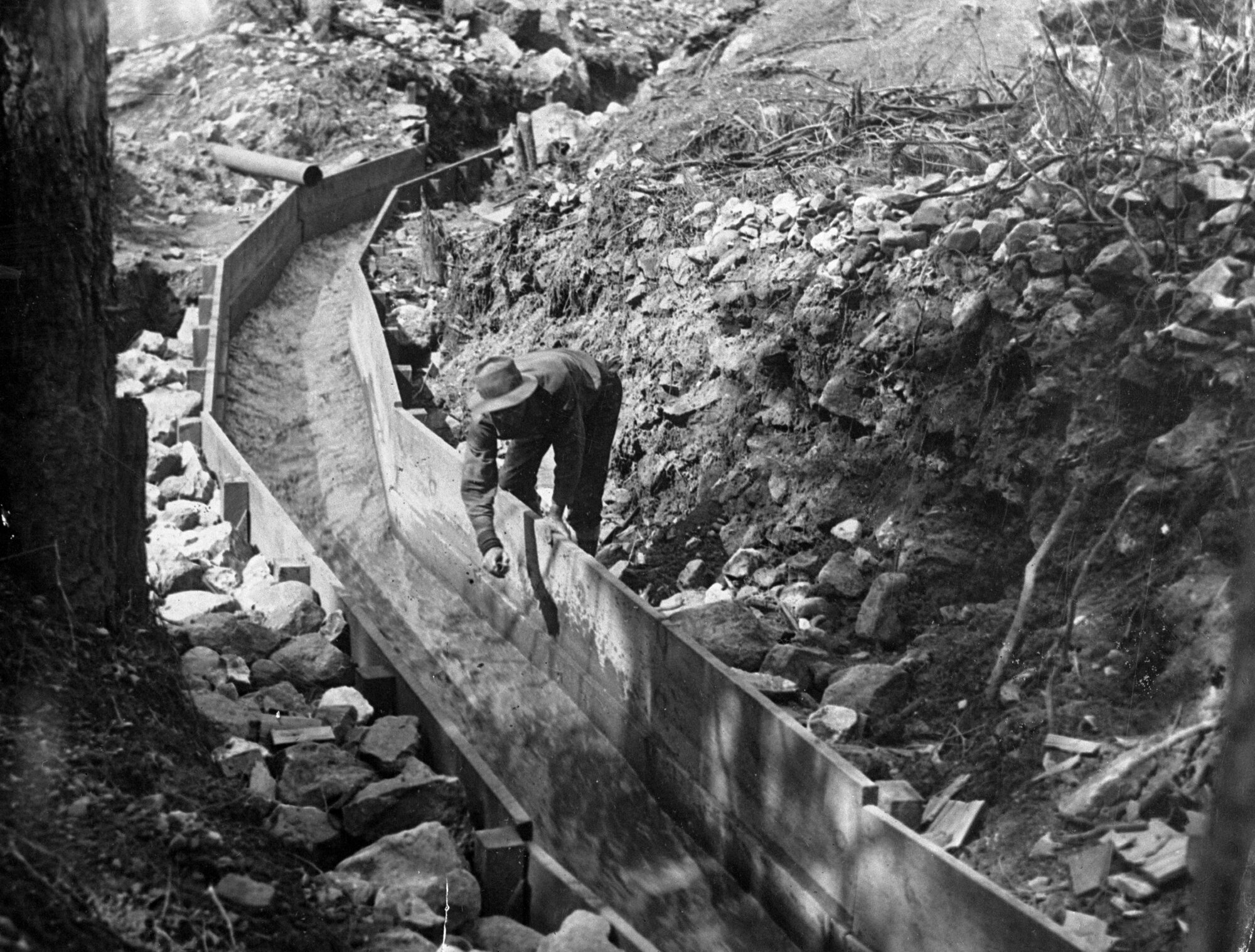
Un hombre inclinándose sobre la esclusa de un canal de madera sujetado por rocas.

Otros hombres de negocios cosecharon grandes ganancias en reventas, embarques, entretenimiento, hospedaje y transporte.
Para 1855 las circunstancias económicas habían cambiado radicalmente. El oro ya no era tan fácil de obtener, y la única forma rentable de conseguirlo era con grandes equipos de trabajadores, ya fueran empleados o socios. A mediados de esa década, los dueños de las compañías mineras eran los que se enriquecían. Además, la población de California había crecido tanto, y tan rápido, que la base económica se había diversificado mucho y ya era posible obtener ganancias en los negocios convencionales.

### El destino del oro
Una vez que el oro era recuperado, el metal podía tomar varios caminos. El más inmediato era ser utilizado como moneda de trueque para comprar provisiones y pagar por el hospedaje de los mineros. Con frecuencia, el oro usado en estas transacciones acababa de ser encontrado, y había sido cuidadosamente pesado y valorado.
A su vez, los comerciantes y vendedores utilizaban el oro para comprar provisiones a los capitanes de los barcos que llevaban mercancías a California. El oro dejaba California a bordo de barcos o en mulas. Un segundo destino era que los propios argonautas lo llevaran consigo al partir, cuando decidían que habían obtenido lo suficiente como para volver a casa. Se estima que unos 80 millones de dólares en oro fueron llevados a Francia de esta manera. Con el avance y la consolidación de la fiebre del oro, los bancos locales comenzaron a emitir notas de crédito o billetes, a cambio de oro, y algunas casas de moneda privadas crearon monedas de oro. Con la construcción de la Casa de Moneda de San Francisco en 1854, el oro se transformó en monedas oficiales de los Estados Unidos, para circulación. El oro también fue enviado a bancos nacionales en California, a cambio de papel moneda corriente,

## Efectos de la fiebre del oro

### Efectos inmediatos
Antes de la fiebre del oro, California tenía cerca de 15 000 habitantes, sin contar a los nativos y la llegada de cientos de miles de inmigrantes en tan poco tiempo, tuvo consecuencias dramáticas.

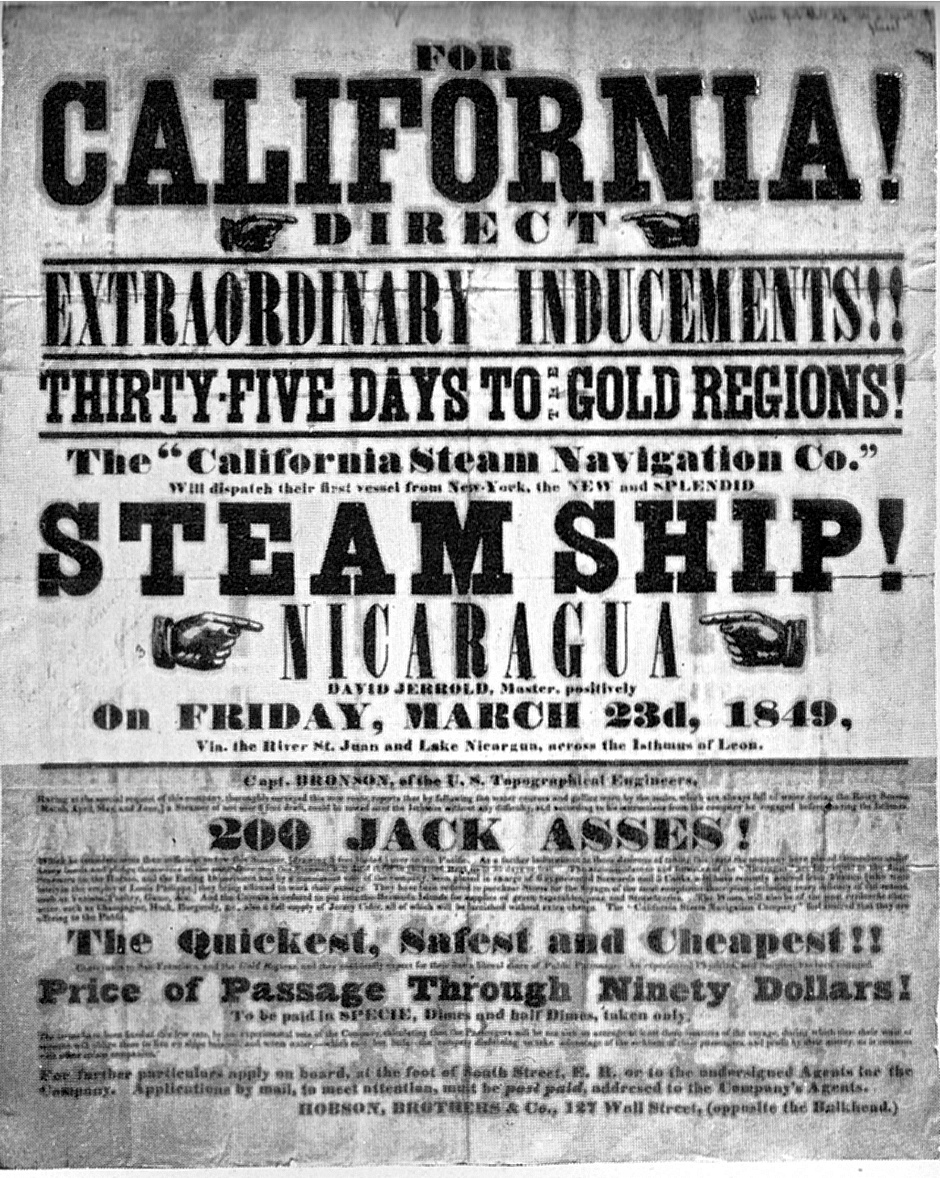
Un cartel durante la fiebre del oro en California.

Los costos humanos y ambientales del fenómeno fueron considerables. Las personas nativas de la región fueron víctimas de enfermedades, hambrunas y ataques genocidas. La población nativa, estimada en 150 000 habitantes en 1845, disminuyó abruptamente a menos de 30 000 personas para 1870. El historiador contemporáneo Benjamin Madley ha documentado el número de indios californianos asesinados entre 1846 y 1873; estima que durante este período al menos de 9492 a 16 092 indios californianos fueron asesinados por no indios. La mayoría de las muertes ocurrieron en más de 370 masacres definidas como el «asesinato intencional de cinco o más combatientes desarmados, incluidas mujeres, niños y prisioneros, ya sea en el contexto de una batalla o de otro modo». En un discurso ante representantes de los pueblos nativos americanos en junio de 2019, el gobernador de California, Gavin Newsom, se disculpó por el genocidio. Newsom dijo: «Eso es lo que fue, un genocidio. No hay otra forma de describirlo. Y esa es la forma en que debe describirse en los libros de historia». Se promulgaron leyes explícitamente xenófobas, buscando alejar a los inmigrantes de China y de América Latina. La cuota mortal entre los inmigrantes estadounidenses también fue severa, ya que uno entre cada doce forty-niners pereció; los índices de criminalidad durante la fiebre del oro fueron extremadamente altos. El medio ambiente sufrió un deterioro considerable, gracias a que la grava, tierra suelta y los productos químicos tóxicos empleados en la minería mataron animales y deterioraron hábitats.
Sin embargo, la fiebre del oro catapultó a California hacia el centro de la imaginación global, convirtiéndola en el destino de cientos de miles de personas, los cuales frecuentemente mostraron una inventiva, una autonomía y una civilidad notables. En este periodo, se fundaron pueblos y ciudades; también se convocó a una asamblea constituyente, que redactó la Constitución del estado. Se celebraron elecciones, y los representantes fueron a Washington para negociar la admisión de California como estado de la Unión.
La agricultura en gran escala (también llamada «la segunda fiebre del oro de California») comenzó también durante esta época. Gracias a este vertiginoso desarrollo, rápidamente florecieron iglesias, escuelas, caminos y organizaciones civiles. La población también demandaba una eficiente red de comunicaciones y conexiones políticas con el resto del país. El 9 de septiembre de 1850, California consiguió su reconocimiento como estado, convirtiéndose en el estado número 31 de la Unión.
Fuera del estado, las comunicaciones también mejoraron como consecuencia del fenómeno. El primer ferrocarril transcontinental del mundo fue inaugurado en el istmo de Panamá en 1855. Entre Panamá y San Francisco comenzaron a navegar nuevas líneas de barcos de vapor, incluyendo los barcos de la Pacific Mail Steamship Company, desde los que los pasajeros y la carga enlazaban con el ferrocarril transcontinental. Desde Panamá zarpaban regularmente los barcos hacia la Costa Este de los Estados Unidos. En uno de estos viajes, el barco S.S. Central America se hundió frente a la costa de las Carolinas en 1857, víctima de un huracán. Se calcula que tres toneladas de oro se hundieron con el navío.
El primer ferrocarril transcontinental de Estados Unidos se inauguró en 1869, pero seis años antes se abrió el tramo occidental en Sacramento. La construcción de esta línea fue financiada en parte con el oro de California. La línea unió al estado con el resto del país de una manera más efectiva, reduciendo el viaje que tradicionalmente llevaba varias semanas o hasta meses, a unos cuantos días.
La fiebre del oro también estimuló varias economías en todo el mundo. Los granjeros en Chile, Australia y Hawái encontraron un gran mercado donde colocar sus productos, los bienes manufacturados británicos tenían gran demanda, y desde China llegó ropa e incluso casas prefabricadas. Los precios se elevaron rápidamente, y el oro de California estimuló la inversión y creación de empleos en otros países. El buscador de oro australiano Edward Hargraves percibió cierta similitud entre los terrenos californiano y australiano, y dedujo que era posible que en Australia existiera oro, en cantidades y depósitos similares. Cuando Hargraves volvió a Australia, efectivamente descubrió oro, y detonó la fiebre del oro de Australia.

### Efectos a largo plazo

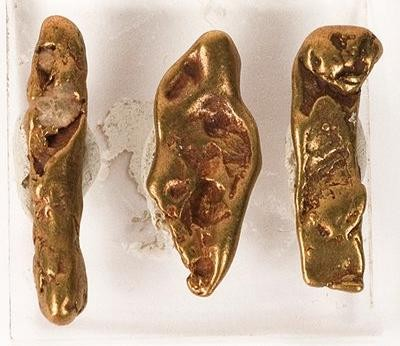
Tres pepitas de oro encontradas en el condado de Tuolumne, California. La más grande de ellas posee unas dimensiones de 2.7×0.6×0.5 centímetros.

El nombre de California quedó relacionado permanentemente al de la fiebre del oro, y, como resultado, también se relacionó a lo que fue conocido como el «sueño californiano». California se percibía como un lugar de nuevos comienzos y grandes oportunidades, donde el duro trabajo y un poco de suerte podían ser recompensados con enormes riquezas. El historiador H. W. Brands hizo notar que, en los años posteriores a la fiebre del oro, el sueño californiano se difundió por el resto del país, y formó parte integral del nuevo sueño americano.

El viejo sueño americano... era el sueño de los puritanos, del almanaque de Benjamin Franklin... de hombres y mujeres satisfechos con acumular una modesta riqueza poco a poco, año tras año. El nuevo sueño era un sueño de riqueza instantánea, ganada en un abrir y cerrar de ojos, gracias a la audacia y la buena suerte. [Este] sueño dorado... se convirtió en una parte prominente de la psique estadounidense solo después [de Sutter's Mill].

El sueño californiano atrajo a generaciones completas de familias. Tras la fiebre del oro, las actividades de las mismas se diversificaron y convirtieron a California en un centro de liderazgo constante en diversos ramos industriales. Al principio, los granjeros eran mayoría, y luego lo fueron los perforadores de petróleo, los cineastas, constructores de aviones, y compañías punto.com, que se sucedieron en el próspero ámbito industrial de California en las décadas siguientes a la fiebre del oro.
Entre los legados de la fiebre del oro de California se encuentra el lema del estado: Eureka, que en griego significa «lo encontré», además de que el escudo del estado consiste en una imagen alegórica de la fiebre del oro. El sobrenombre del estado es The Golden State, o «El estado dorado».
El equipo de fútbol americano de la NFL de San Francisco, los San Francisco 49ers, y los equipos homónimos de atletismo de la Universidad Estatal de California en Long Beach, tomaron su nombre del apodo de los buscadores de oro del siglo XIX. La fiebre del oro se ha visto reflejada en la literatura, en las obras de Mark Twain, Bret Harte, Joaquin Miller y otros.
La Ruta Estatal 49 de California corre por las laderas de la Sierra Nevada, conectando varios pueblos nacidos durante la fiebre del oro. Esta autopista pasa cerca del Parque Histórico Estatal de Columbia, que ha conservado varios edificios de la época de la fiebre del oro con fines turísticos.

## Geología
Se piensa que la alta concentración de oro en California fue el resultado de fuerzas que actuaron durante cientos de millones de años. Hace aproximadamente 400 millones de años, California yacía en el fondo del mar. Volcanes submarinos depositaron lava y minerales, incluyendo oro, en el lecho marino. 
Hace 200 millones de años, las placas tectónicas empujaron el lecho marino por debajo de la masa continental norteamericana. Conforme descendía, el lecho marino se iba fundiendo, y el magma resultante subió hacia la superficie, enfriándose mientras iba subiendo. Cuando este magma se solidificaba, se formaron algunas menas de oro rodeadas de cuarzo.
Los minerales y rocas solidificadas resultantes emergieron en la Sierra Nevada y se erosionaron, exponiendo parte del oro en la superficie. La erosión debida a las corrientes de agua se encargó entonces de llevar el oro cuesta abajo, y depositarlo en lechos de grava en los arroyos. Los forty-niners se concentraron al principio en estos depósitos.